# Domarad Grzymała
Domarad Grzymała herbu Grzymała (?-1324) – biskup poznański w latach 1318–1324.
Pochodził z wielkopolskiego rodu Grzymalitów.
Popierał pretensje Władysława Łokietka do tronu krakowskiego. 20 stycznia 1320 brał udział w jego koronacji w katedrze wawelskiej. Jako stronnik Łokietka, obok arcybiskupa gnieźnieńskiego Janisława i opata mogileńskiego Mikołaja został w 1320 wyznaczony przez Stolicę Apostolską jako sędzia w procesie Polski z zakonem krzyżackim w sprawie przynależności Pomorza Gdańskiego. Był też przez papieża wyznaczony na sędziego w sporze pomiędzy biskupem kujawskim Gerwardem a joannitami z Lubiszewa. W 1321 wraz z arcybiskupem Janisławem zatarg o granicę diecezji pomiędzy Gerwardem a biskupem płockim Florianem.